# Túnica
A túnica é um traje muito comum em várias culturas, etnias e em diversas partes do mundo, como no Oriente Médio, sendo ali a principal peça do vestuário árabe. Trata-se de uma espécie de "vestido" largo, relativamente leve e de manga comprida que cobre o corpo inteiro.
Devido ao clima quente presente na maioria dos países islâmicos, principalmente no Oriente Médio, normalmente a túnica vestida pelos homens tem cor clara e é muito larga, a fim de refletir melhor os raios solares e permitir que o ar circule por baixo da roupa com mais facilidade.
Por outro lado as mulheres em muitos desses mesmos países do Oriente Médio, como na Arábia Saudita, devem sempre trajar panos pretos, apesar de estarem sujeitas às mesmas condições climáticas.
O corte e o material usados para fazer a túnica variam em cada país, podendo receber nomes como caftan, djellabia, dishdasha ou gallibia.
Assim como muitos outros trajes típicos dos muçulmanos, a túnica tem sua origem nas tribos de beduínos que habitavam o Oriente Médio no século VI.

## Túnica militar
Em 1850, na Guerra da Crimeia, o exército britânico percebeu que as tradicionais jaquetas curtas, em uso desde as guerras napoleônicas, eram inadequadas ao clima frio da região. Uma nova peça comprida até o meio da coxa foi então adotada; recebendo a designação de túnica, em uma referência às túnicas do antigo exército romano. Posteriormente, devido ao prestígio da Inglaterra, essa vestimenta foi copiada pelos demais países.
|                                                             |                                                                         |                                                |
| Modelo de túnica fechada. Usada na Primeira Guerra Mundial. | Modelo de túnica aberta. Em Portugal essa peça é denominada como dólmã. | Túnica com cinto, em uso até a segunda guerra. |